# Acropora plana
Acropora plana е вид корал от семейство Acroporidae.

## Разпространение
Този вид е разпространен в Австралия, Виетнам, Индонезия, Камбоджа, Китай, Малайзия, Папуа Нова Гвинея, Провинции в КНР, Сингапур, Соломонови острови, Тайван, Тайланд, Фиджи и Филипини.